# Taekwondo aux Jeux paralympiques d'été de 2020
Navigation
Paris 2024
Les épreuves de taekwondo des Jeux paralympiques d'été de 2020 à Tokyo auront lieu du 3 au 5 septembre 2020 au Makuhari Messe, et se composeront de six épreuves. C'est la première apparition du Para-taekwondo aux Jeux paralympiques qui a été ajouté au programme en même temps que le badminton.

## Classification
Les taekwondoïste reçoivent une classification en fonction du type et de l'ampleur de leur handicap,.
Une seule épreuve par catégorie de poids a été retenu ouverts :
- K44 : Les athlètes K44 auront au minimum une perte de la main par le poignet ou un bras raccourci de manière équivalente. Cette classe sportive comprend également les athlètes ayant des troubles de la coordination dans un bras. Les athlètes K44 bougeront, donneront des coups de pied et établiront des stratégies similaires à celles des athlètes des Jeux olympiques de Taekwondo.
  - ouvert aux K43 : Les athlètes K43 ont une perte ou du raccourcissement des deux bras sous le coude.

## Résultats

### Podiums

#### Hommes
| Épreuve    | Or                            | Argent                              | Bronze                |
| ---------- | ----------------------------- | ----------------------------------- | --------------------- |
| K44 -61 kg | Nathan Torquato (BRA)         | Mohamed El-Zayat (EGY)              | Mahmut Bozteke (TUR)  |
| K44 -61 kg | Nathan Torquato (BRA)         | Mohamed El-Zayat (EGY)              | Daniil Sidorov (RPC)  |
| K44 -75 kg | Juan Diego Garcia Lopez (MEX) | Mahdi Pourrahnamaahmadgourabi (IRI) | Juan Samorano (ARG)   |
| K44 -75 kg | Juan Diego Garcia Lopez (MEX) | Mahdi Pourrahnamaahmadgourabi (IRI) | Joo Jeong-hun (KOR)   |
| K44 +75 kg | Asghar Aziziaghdam (IRI)      | Ivan Mikulic (CRO)                  | Zainutdin Ataev (RPC) |
| K44 +75 kg | Asghar Aziziaghdam (IRI)      | Ivan Mikulic (CRO)                  | Evan Medell (USA)     |

#### Femmes
| Épreuve    | Or                     | Argent               | Bronze                          |
| ---------- | ---------------------- | -------------------- | ------------------------------- |
| K44 -49 kg | Leonor Espinoza (PER)  | Meryem Çavdar (TUR)  | Khwansuda Phuangkitcha (THA)    |
| K44 -49 kg | Leonor Espinoza (PER)  | Meryem Çavdar (TUR)  | Anna Poddubskaïa (RPC)          |
| K44 -58 kg | Lisa Gjessing (DEN)    | Beth Munro (GBR)     | Li Yujie (CHN)                  |
| K44 -58 kg | Lisa Gjessing (DEN)    | Beth Munro (GBR)     | Silvana Cardoso Fernandes (BRA) |
| K44 +58 kg | Guljonoy Naimova (UZB) | Débora Menezes (BRA) | Janine Watson (AUS)             |
| K44 +58 kg | Guljonoy Naimova (UZB) | Débora Menezes (BRA) | Amy Truesdale (GBR)             |

### Tableau des médailles
| Rang  | Nation          | Or | Argent | Bronze | Total |
| ----- | --------------- | -- | ------ | ------ | ----- |
| 1     | Brésil          | 1  | 1      | 1      | 3     |
| 2     | Iran            | 1  | 1      | 0      | 2     |
| 3     | Mexique         | 1  | 0      | 0      | 1     |
| 3     | Pérou           | 1  | 0      | 0      | 1     |
| 3     | Danemark        | 1  | 0      | 0      | 1     |
| 3     | Ouzbékistan     | 1  | 0      | 0      | 1     |
| 7     | Turquie         | 0  | 1      | 1      | 2     |
| 7     | Grande-Bretagne | 0  | 1      | 1      | 2     |
| 9     | RPC             | 0  | 0      | 3      | 3     |
| 10    | Argentine       | 0  | 0      | 1      | 1     |
| 10    | Corée du Sud    | 0  | 0      | 1      | 1     |
| 10    | États-Unis      | 0  | 0      | 1      | 1     |
| 10    | Thaïlande       | 0  | 0      | 1      | 1     |
| 10    | Chine           | 0  | 0      | 1      | 1     |
| 10    | Australie       | 0  | 0      | 1      | 1     |
| Total | Total           | 6  | 6      | 12     | 24    |